# مهدي رحمتي
سيد مهدي رحمتي أوسغولي، من مواليد 2 فبراير 1983 في طهران في إيران، هوا حارس مرمي السابق للمنتخب الإيراني.هو حارس المرمى السابق للمنتخب الإيراني لكرة القدم والقائد السابق لنادي الاستقلال في طهران. لعب في انديه ايرانيهرانيه بارزه منها فجر سيباسي شيراز وسيباهان أصفهان وميس كرمان وبديده(شهرخودرو) ، و في عام 2020 ودع كره القدم واصبح مدربا لنادي شهرخودرو
بدأ مسيرته الكروية مع نادي فجر شهيد سباسي في عام 2000، ولعب معهم حتى عام 2004، وفي موسم 2004/2005 انتقل إلى نادي سيباهان أصفهان، وفي عام 2005 انتقل إلى نادي الأستقلال، ولعب معهم حتى عام 2007، وشارك معهم في 23 مباراة، وفي عام 2007 لعب مع نادي مس كرمان
و قد بدأ باللعب مع منتخب إيران لكرة القدم في عام 2004.

## روابط خارجية
- مهدي رحمتي على موقع الاتحاد الدولي (مؤرشف)  (الإنجليزية)
- مهدي رحمتي على موقع قاعدة بيانات كرة القدم.إي يو (الإنجليزية)
- مهدي رحمتي على موقع ناشيونال فوتبول تيمز (الإنجليزية)
- مهدي رحمتي على موقع Soccerway.com (الإنجليزية)
- مهدي رحمتي على موقع عالم كرة القدم.نت (الإنجليزية)